# Hare Hall

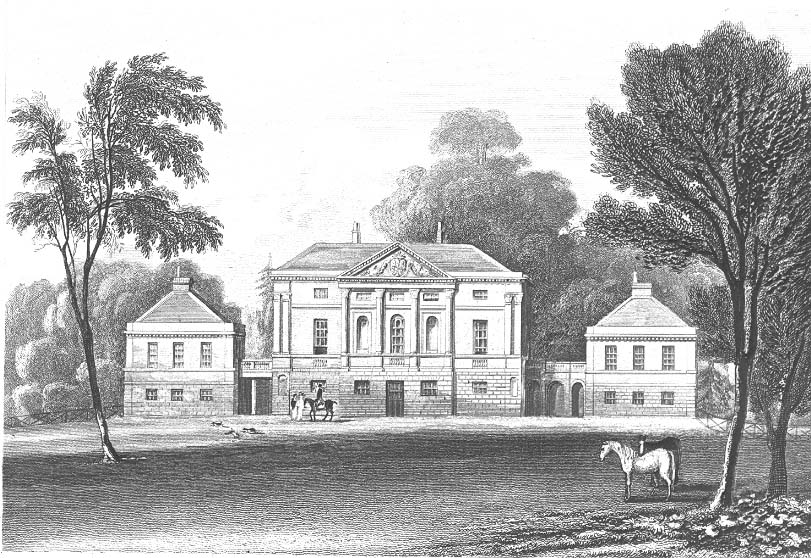
Hare Hall, grabado por J. Wallis según JP Neale, ca 1800

Hare Hall es una casa y terrenos ubicados en Gidea Park en el distrito londinense de Havering, al este de Londres .
Fue construido en 1769–70 como una casa de campo para John A. Wallinger y desde 1921 alberga la Royal Liberty School .
La mansión palladiana fue construida según los diseños de James Paine, quien la incluyó en sus Planos publicados. El frente norte principal es de cinco tramos, con un sótano rústico, sobre el cual los dos pisos superiores están unificados por un pórtico gigante y pilastras en los ángulos.
Unidos al frente sur por cortos pasillos había pabellones que contenían salas de servicio. Las habitaciones principales estaban en el primer piso y se accedía a ellas por una escalera central con extremos curvos y balaustrada de hierro forjado. El frente principal era de piedra de Pórtland, pero el frente sur era de ladrillo rojo. En 1896 se amplió considerablemente la casa por ese lado rellenando el espacio entre los pabellones. En el semental mantenido en Hare Park, Cherimoya, parida en 1908, fue criada por el empresario minero y jinete sudafricano William Broderick Cloete ; después de la muerte de Cloete en el hundimiento del RMS Lusitania, durante la Primera Guerra Mundial, Hare Park se convirtió en Hare Hall Camp y albergó al 2º Batallón de Artistas Rifles.

## notas
1. ↑  Plans, vol. II, plates 60-63, according to Howard Colvin, A Biographical Dictionary of British Architects, 1600-1840, 3rd ed. 1995, s.v. "Paine, James".
2. ↑  Staff (29 de mayo de 1915). «Noted turfman a Lusitania victim». Daily Racing Form. Consultado el 14 de abril de 2012.Uso incorrecto de la plantilla enlace roto (enlace roto disponible en Internet Archive; véase el historial, la primera versión y la última).

- Datos: Q1585243
- Multimedia: Hare Hall / Q1585243